# 4873 Fukaya
4873 Fukaya (1990 EC) là một tiểu hành tinh vành đai chính được phát hiện ngày 4 tháng 3 năm 1990 bởi Sugie, A. ở Dynic.